# Mayobius victoriae
Mayobius victoriae är en mångfotingart som beskrevs av Chamberlin 1945. Mayobius victoriae ingår i släktet Mayobius och familjen stenkrypare. Inga underarter finns listade i Catalogue of Life.